# 대한민국 형사소송법 제67조
대한민국 형사소송법 제67조는 법정기간의 연장에 대한 형사소송법의 조문이다.

## 조문
제67조(법정기간의 연장) 법정기간은 소송행위를 할 자의 주거 또는 사무소의 소재지와 법원 또는 검찰청 소재지와의 거리 및 교통통신의 불편정도에 따라 대법원규칙으로 이를 연장할 수 있다.[전문개정 1995.12.29]

第67條(法定期間의 연장)法定期間은 訴訟行爲를 할 者의 住居 또는 事務所의 所在地와 法院 또는 檢察廳 所在地와의 거리 및 交通通信의 불편정도에 따라 大法院規則으로 이를 연장할 수 있다.[全文改正 1995.12.29.]

## 참조조문
제44조(법정기간의 연장) ① 소송행위를 할 자가 국내에 있는 경우 주거 또는 사무소의 소재지와 법원 또는 검찰청 소재지와의 거리에 따라 해로는 100킬로미터, 육로는 200킬로미터마다 각 1일을 부가한다. 그 거리의 전부 또는 잔여가 기준에 미달할지라도 50킬로미터이상이면 1일을 부가한다. 다만, 법원은 홍수, 천재지변등 불가피한 사정이 있거나 교통통신의 불편정도를 고려하여 법정기간을 연장함이 상당하다고 인정하는 때에는 이를 연장할 수 있다.
②소송행위를 할 자가 외국에 있는 경우의 법정기간에는 그 거주국의 위치에 따라 다음 각호의 기간을 부가한다.
1. 아시아주 및 오세아니아주:15일
2. 북아메리카주 및 유럽주:20일
3. 중남아메리카주 및 아프리카주:30일
[전문개정 1996.12.3.]

## 참고 문헌
- 손동권 신이철, 새로운 형사소송법(초판, 2013), 세창, 2013. ISBN 9788984114081